# Artemio Huillca Galindo
Juan Artemio Huillca Galindo (Huanta, 1923 – Lima, 2008) fue un maestro, dramaturgo y escritor peruano que escribió en quechua ayacuchano y español. En los años 1950, sobre todo su drama Puka Walicha fue exitoso en el Perú. Es considerado el "mejor conocido" de los dramaturgos de Huanta en esos tiempos.

## Vida y labor literaria
Juan Artemio Huillca Galindo, nacido el 20 de octubre de 1923 en Huanta, fue bautizado el 4 de noviembre de 1924 en la iglesia matriz de Huanta en la Plaza de Armas. Su padre fue Lucio Huillca Pérez, su madre María Galindo Barrera, que falleció cuando Juan tenía dos años de edad. Sus hermanos mayores fueron Fortunata, Nicolás y Vidal. La familia fue bilingüe en español y quechua ayacuchano. Cuando fue huérfano, su hermana mayor Fortunata "Mamá Fortu" se hizo cargo de ellos. Desde marzo de 1930, Artemio Huillca fue al Centro Escolar de Varones N° 591. Su maestro fue Félix Dolorier, y el director de esa escuela fue Luis E. Cavero Bendezú.
Artemio Huillca participó en el Centro Cultural Ayacucho fundado en 1935 que editó hasta fines de los años 1950 casi cien números de la Revista Huamanga. En ella, en 1950 apareció la obra más importante de Artemio Huillca, Puca Hualicha (en Quechua moderno, Puka Walicha), un drama en cuatro actos que fue estrenado el 12 de octubre de 1950 en el Cine Teatro Untiveros en Huanta. Tuvo su estreno en Ayacucho en enero de 1951 y en Huancayo en agosto de 1952.
Artemio Huillca trabajó como profesor en la Escuela Normal Mixta de Huanta, hoy Instituto de Educación Superior Pedagógico Público “José Salvador Cavero Ovalle”, y fue director de esa institución desde el 10 de marzo de 1966.
Artemio Huillca Galindo falleció en 2008 a los 84 años en San Miguel (Lima).

## Obras

### Teatro en quechua
- Juan Artemio Huillca Galindo: Puca Hualicha. Drama en 4 actos. En: Porfirio Meneses Lazón, Teodoro Liborio Meneses Morales, Víctor Rondinel Ruiz: Huanta en la cultura peruana: edición antológica bilingüe con una extensa selección de literatura quechua. Lima: Edit. Nueva Educación, 1974. 250 pp., pp. 195–245.